# 口譯
口譯，又稱通譯。是一種翻譯活動，顧名思義，是指譯員以口語的方式，將譯入語轉換為譯出語。

## 口譯形式
口譯依進行的方式，可分為同步口譯和逐步口譯（慣用詞差異請以其他中文地區閱讀本頁）兩大類。

### 同步口譯
所謂同步口譯（Simultaneous Interpreting），是指譯員以幾乎與講者同時的方式，做口語翻譯，也就是在講者仍在說話時，同步口譯員便「同時」進行翻譯。由於同步口譯員必須一邊接收來自講者的訊息，一邊將訊息儘快傳遞給聽者，因此「一心多用」這樣的分神能力（Multi-tasking），是外語譯員的訓練重點。同步口譯一度被認為起源自纽伦堡审判。然而同步口譯早在1926年就已出現。IBM员工艾伦·戈登·芬利於1926年获得同步口譯專利，并在第二次世界大战前零星使用。
同步口譯經常應用於一般的正式國際會議中，通常口譯員會坐在位於後方的「口譯室」（Booth）中，透過耳機以及視線或視訊接收講者的訊息，然後對著麥克風進行翻譯，而坐於會場中的聽眾，則可透過特殊的音訊接收設備，以耳機聽取口譯員的翻譯。正式的國際會議中，出於口譯員精神負荷的考量，通常一種語言會由兩位口譯員負責，兩人輪流進行翻譯。
口譯可藉由策略順暢進行，具中級外語程度的口譯員，可運用語言溝通策略從事翻譯員工作，如何運用基本外語辭藻以創造具高理解度的口譯語言產品。
除了會議口譯之外，其他的同步口譯類型有：
- 耳語口譯（Whispered Interpreting），口譯員在聽者的耳邊輕聲進行翻譯，通常應用於只有少數一兩人需要翻譯的狀況。
- 電話口譯（Telephone Interpreting），由口譯員為電話兩端的話者進行口譯，通常應用於醫療、國際公司客服等方面。
- 手語口譯（Sign Language Interpretation），口譯員為手語使用者進行口譯，通常應用於演講、醫療等方面。

會議口譯工作的地點通常都在聯合國與國際法庭等國際組織，由於同步口譯工作需有大量背景知識，同時又須掌握許多能力，有志於從事同步口譯工作的人，通常年紀很小就開始各種訓練。電視劇"親愛的翻譯官"，讓大眾對聯合國高級翻譯官的養成過程有更多直觀的瞭解。
。

### 逐步口譯
所謂逐步口譯或交替傳譯（Consecutive Interpreting），是指講者講到一個段落後，停下來讓口譯員進行翻譯，以此方式交替進行。由於講者說話的時間長短不一，為了不遺漏重點，在短時間內以筆記的方式摘要講者說過的內容，是逐步口譯員的訓練重點之一。

### 視譯
所謂視譯（sight translation）是譯員拿著講話人的預先準備的發言稿，邊聽發言、邊看原稿、邊進行口譯。這種口譯的譯員因所譯內容的機密性可能事先不知道內容，譯員只有在譯前幾分鐘才能拿到譯稿。翻譯時譯員要求跟說話者同步，尤其要注意說話者在講話的過程中插入稿子中沒有的內容。

### 雙向口譯
譯員同時以兩種語言爲操不同語言的交際雙方進行輪回雙向口譯。這種口譯經常出現在商務談判和宴會上。

## 执业范围
根据服务对象，口译有观光导游口译、商务口译、医疗口译、法庭口译等工作领域。

## 教学机构

### 中国大陆
中国大陆提供口译训练的学校主要以大学的研究生院为主。其专业为MTI（翻译硕士）中的口译方向，或MA（学术性硕士）中的同声传译方向等。学制为2年到3年，入学需要通过研究生统一入学考试或推荐免试保送。

### 日本
日本的口译培养机构主要以专门学校和民间培训学校为主。大学中通常不设置专门培养口译人才的专业，或依托于其他类似的文科专业培养口译人才。对于医疗口译等领域，日本官方部门亦有提供对民间从业人员的指导。

### 英语圈国家
在欧美的英语圈国家，有许多大学提供口译课程，如英国利兹大学、美国明德大学蒙特雷国际研究学院等。

## 認證與專業資格

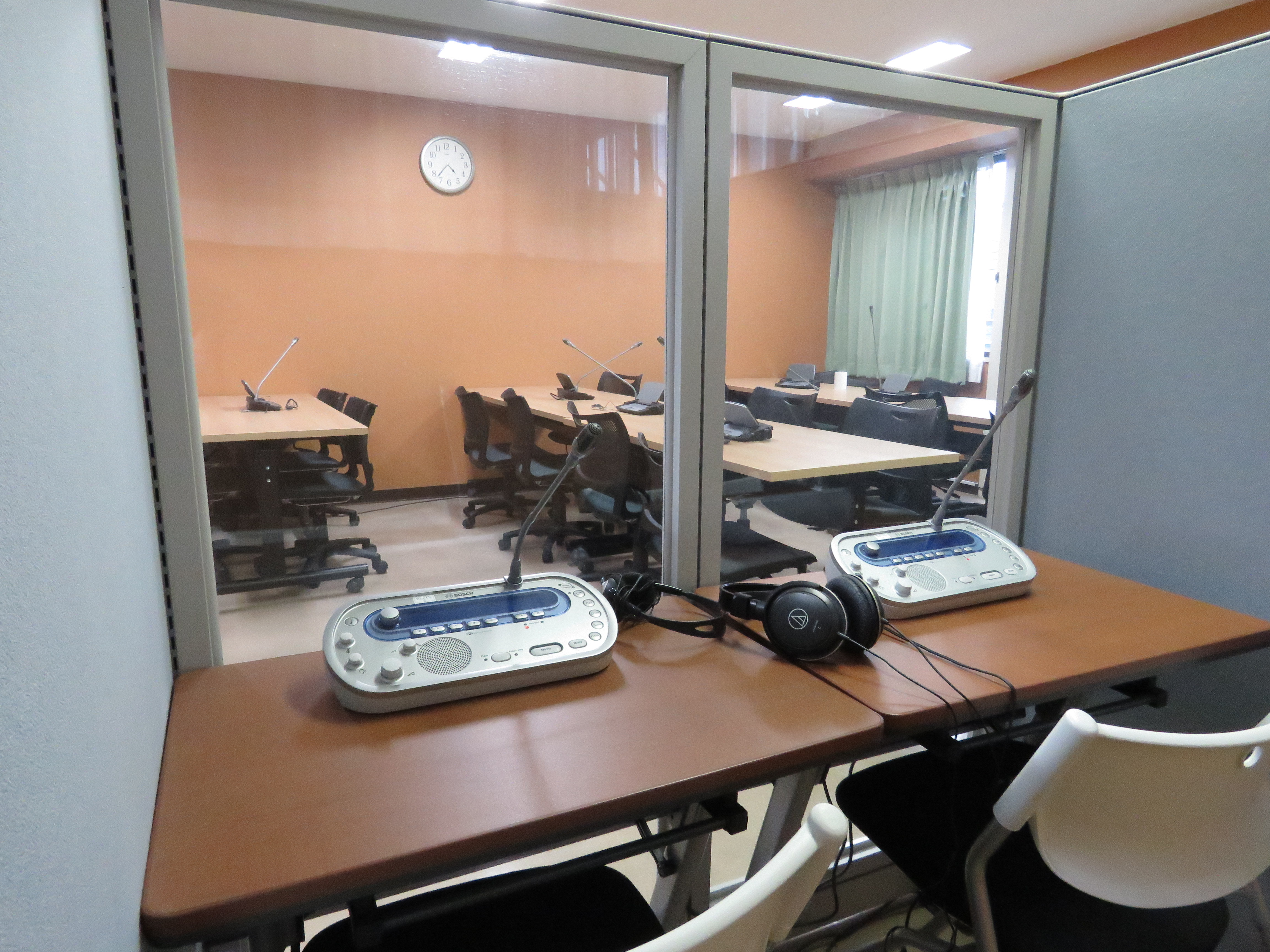
一个用于教学的口译实验室

### 中國大陸
中国目前有兩大翻譯口譯资格证體系，有一個停辦中，何時恢復不清楚。

#### 上海外語口譯證
上海外語口譯證只有口譯资格证，分為兩階段考試。

#### CATTI
體系有翻譯资格证也有口譯资格证，被視為是翻譯口譯考試最專業的頂峰。
考试性质
翻译专业资格（水平）考试，是中国翻译系列职称评审制度的重大改革。翻译专业资格（水平）考试与原有翻译专业技术职务任职资格评审制度相比，更体现了科学、客观、公平、公正的原则，报名参加考试人员不受学历、资历和所从事专业的限制。取得各级别证书并符合翻译专业职务任职条件的人员，用人单位可根据需要聘任相应职务。在资格考试体系尚未完全建立之前，新旧体系会有一个并存期。翻译专业资格考试将分语种、分级别地逐步推开，随着考试逐步推向全国，旧有的翻译专业技术职务任职资格评审制度将逐渐退出历史舞台。
考试目的
设立这一考试的目的是为适应中国经济发展和加入世界贸易组织的需要，加强中国外语翻译专业人才队伍建设，科学、客观、公正地评价翻译专业人才水平和能力，同时进一步规范翻译市场，加强对翻译行业的管理，使之更好地与国际接轨，从而为中国的对外开放服务。
考试报名条件
该考试是一项面向全社会的职业资格考试，凡是遵守中华人民共和国宪法和法律，恪守职业道德，具有一定外语水平的人员，不分年龄、学历、资历和身份，均可报名参加相应语种二、三级的考试。获准在华就业的外籍人员及港、澳、台地区的专业人员，也可参加报名。 
考试语种
考试分7个语种，分别是英、日、法、阿拉伯、俄、德、西班牙等语种；四个等级，即：资深翻译；一级口译、笔译翻译；二级口译、笔译翻译；三级口译、笔译翻译；两大类别，即：笔译、口译，口译又分交替传译和同声传译两个专业类别。

#### 教育部與北京外國語大學合辦的考試（停辦）
教育部與北京外國語大學合辦的考試虽已停辦，但其重要性不可小覷。教育部的證照全國通行，公私部門都承認，而北京外國語大學是聯合國翻譯署合作最久的單位。
三大體系的詳細不同與比較，可参见。

### 臺灣
中華民國教育部於2009年發布「教育部中英文翻譯能力檢定考試作業要點」，原先由教育部補助「財團法人語言訓練測驗中心」（LTTC）研發辦理「中英文翻譯能力檢定考試」，通過考試者由教育部發給所報考並通過類（組）別「中英文翻譯能力檢定考試合格證書」。該考試作業要點已於2012年廢止，目前仍由語言訓練測驗中心舉辦檢定考試，惟自2017年起僅受理學校、機關、團體委託以專案方式辦理，不再受理個人報名。
檢定考試共分三類：筆譯類一般文件英文譯中文組、筆譯類一般文件中文譯英文組、口譯類，口譯類又分為第一階段（英語聽力測驗）、第二階段-短逐步口譯、第二階段-長逐步口譯。
台灣有數所大專院校提供口譯學程或研究所學位課程，包括國立臺灣大學文學院翻譯碩士學位學程、國立臺灣師範大學翻譯研究所、輔仁大學跨文化研究所翻譯學碩士班、國立彰化師範大學翻譯研究所、文藻外語大學翻譯系暨多國語複譯研究所、長榮大學翻譯學系暨碩士班、國立高雄第一科技大學應用英語系口筆譯碩士班。其中部分學位於研究生課程學分修業結束後，舉辦專業考試，例如國立臺灣師範大學翻譯研究所、輔仁大學跨文化研究所翻譯學碩士班與國立台灣大學文學院翻譯碩士學位學程三校共同舉辦中英會議口譯聯合專業考試，共四考科：逐步口譯中譯英、逐步口譯英譯中、同步口譯中譯英(包括無稿、帶稿)、同步口譯英譯中(包括無稿、帶稿)。
因考試通過門檻較高，且口譯領域中未有通用的專業認證，因此口譯研究所的專業考試結果，也可以作為口譯專業能力的參考之一。

### 日本
通译案内士（观光外语口译资格）是唯一的国家级口译执照证书。

## 外部連結
- International Association of Conference Interpreters（页面存档备份，存于）：國際會議口譯員協會
- European Commission's Directorate General for Interpretation：歐盟口譯總署
- What is conference interpreting?  European Parliament
- Interpreter Training Resources（页面存档备份，存于）